# 우디트 나라얀
우디트 나라얀(Udit Narayan, 1955년 12월 1일 ~ )은 네팔의 가수이다.